# Верона (Кентаки)
Верона (енгл. Verona) насељено је место без административног статуса у америчкој савезној држави Кентаки.

## Демографија
По попису из 2010. године број становника је 1.455.
| Група             | 2000.    | 2010.         |
| Белци             | 0 (0,0%) | 1.417 (97,4%) |
| Афроамериканци    | 0 (0,0%) | 1 (0,1%)      |
| Азијати           | 0 (0,0%) | 6 (0,4%)      |
| Хиспаноамериканци | 0 (0,0%) | 19 (1,3%)     |
| Укупно            | 0        | 1.455         |